# Víchová nad Jizerou
Víchová nad Jizerou è un comune della Repubblica Ceca facente parte del distretto di Semily, nella regione di Liberec.